# Kléber Beaugrand
Pour les articles homonymes, voir Beaugrand.
Kléber Jules, Pierre  Beaugrand est un homme politique né le 14 mai 1887 à Ouchamps et décédé le 23 juin 1969 à Ouchamps.

## Biographie
Boucher, militant syndicaliste devenu fabricant de saucissons, Kléber Beaugrand milite à la Section française de l'Internationale ouvrière. Sous cette étiquette, il devient maire de sa ville natale, puis est élu député de Loir-et-Cher lors des élections législatives de 1936, qui voient le succès du Rassemblement populaire.
Le 10 juillet 1940, il vote en faveur de la remise des pleins pouvoirs au Maréchal Pétain. Il est relevé de son inéligibilité pour faits de Résistance.
Il ne retrouve pas, après la guerre, le chemin du Parlement, mais conserve son mandat de maire jusqu'en 1959.
Il est inhumé à Ouchamps.